# Holy Moses
Holy Moses est un groupe allemand de thrash metal, originaire d'Aix-la-Chapelle, en Rhénanie-du-Nord-Westphalie. Dans l'histoire du metal, Holy Moses est le premier groupe à avoir dans ses rangs une chanteuse qui utilise pour la première fois la technique du growl.

## Biographie

### Formation et débuts (1980–1985)

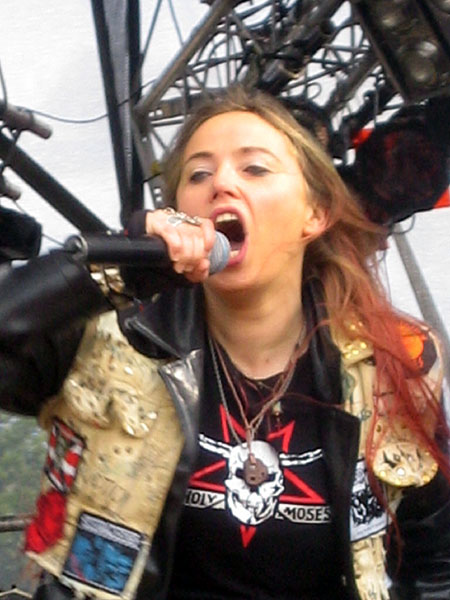
Sabina Classen sur scène en 2005.

Holy Moses est formé par Ramon Brüssler, Jochen Fünders et Peter Vonderstein à Aix-la-Chapelle, en Allemagne, un jour d'octobre 1980. Quatre jours seulement plus tard, ils donneront leur premier concert. Le nom du groupe signifie en français : « Saint Moïse ». La chanteuse Sabina Classen déclare dans une interview que le nom a été trouvé au tout début de l'histoire du groupe alors que les membres fondateurs répétaient dans une église, le prêtre américain de cette église est venu les voir pendant une de leurs répétition et s'est écrié Oh my god! Holy Moses, what a sound! qui signifie en français « Doux Jésus, quel bruit! ». À la suite de cela le groupe avait trouvé son nom. Avant la formation du groupe, Sabina jouait de la basse dans un petit groupe appelé Disaster,.
À l'occasion de son premier anniversaire, le groupe est convié à son premier gros concert en première partie de Venom à Eindhoven. Peter est ensuite remplacé par Paul Linzenich et en 1981, Andy Classen remplace Jochen Fünders. Ils engagent un certain Iggy au chant qui sera vite mis dehors pour ses ambitions contraires à celle du groupe. C'est la copine d'Andy, Sabina Classen, qui terminera au micro. Peu enthousiaste, elle tente de saboter son poste en beuglant au lieu de chanter, ce qui échouera totalement puisqu'elle restera plus que jamais la chanteuse de Holy Moses, faisant ainsi de ce jeune groupe à l'époque le tout premier groupe de metal avec une chanteuse qui utilise la technique du growl. En novembre 1982, Holy Moses donne son premier concert sous cette formation, et peu après Andy et Sabina se marient juste avant que Paul Linzenich quitte le groupe.

### Succès (1986–1993)
En 1986, sort leur premier album Queen of Siam avant d'être rejoint par Uli Kusch. En septembre, Ramon quitte à son tour le groupe. Leur second opus Finished with the Dogs leur permettra de faire des premières parties et des concerts qui feront parler du groupe, à un tel point qu'en 1988, Holy Moses devient un groupe à plein temps pour les membres.
Leur troisième album, intitulé The New Machine of Liechtenstein, est un franc succès, et emmène le groupe en tournée avec Sacred Reich. Uli quitte le groupe en 1990 pour rejoindre Gamma Ray. En 1992, Holy Moses décide de se séparer. Andy Classen conserve le nom de Holy Moses pour enregistrer un nouvel album, intitulé No Matter What's the Cause. Sabina et Andy divorcent alors. Sabina se consacre par la suite à un autre groupe appelé Temple of the Absurd.

### Retour (depuis 2000)

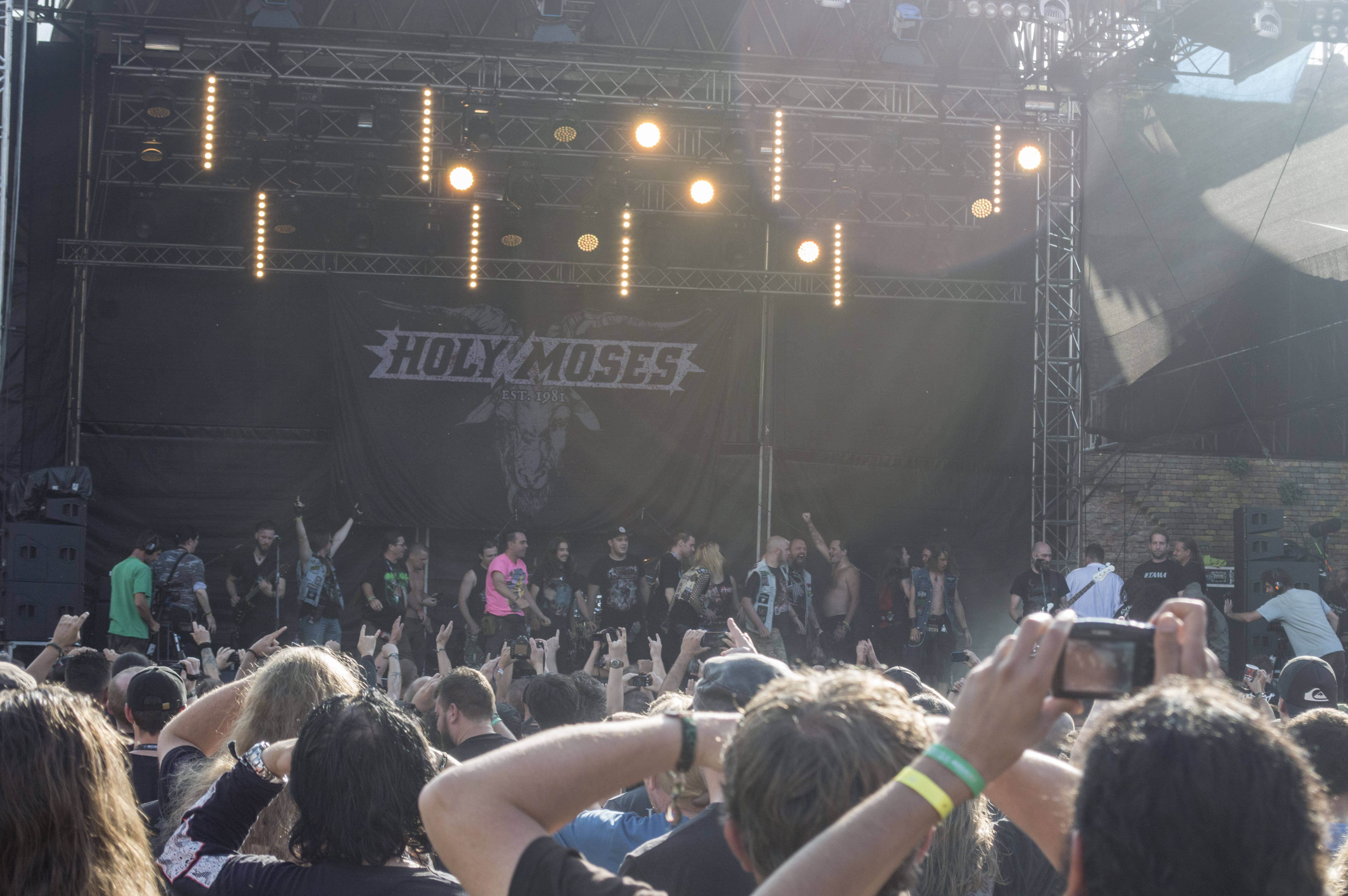
Holy Moses au festival Brutal Assault, en 2016.

En 2000, Holy Moses se reforme et sort en 2002 Disorder of the Order, avec une toute nouvelle formation aux côtés de Sabina Classen ; Michael Hankem remplace Andy Classen pour les concerts et prend une place capitale au sein du groupe, le batteur Atomic Steiff et le bassiste Oliver Jaath rejoignent la formation. En 2005 sort Strength, Power, Will, Passion, premier album du groupe sans aucune touche de Andy qui est écrit par Sabina et Michael. En 2007, Atomic Steif rejoint le groupe après quinze ans de séparation. En 2008, Holy Moses sort l'album Agony of Death. 
En juillet 2011, le groupe annonce qu'ils enregistrent le successeur de Agony of Death qui sera un double album ayant pour but de fêter les 30 ans du groupe, il sera composé de réenregistrements de 20 chansons ayant marqué l'histoire de Holy Moses. Durant l'enregistrement de ce double album dont le titre n'est pas encore connu, le batteur Atomic Steiff quitte le groupe est remplacé par Gerd Lücking. Ils publient leur onzième album, Redefined Mayhem, le 28 avril 2014. En 2016, le groupe participe au festival Brutal Assault.

## Membres

### Membres actuels
- Sabina Classen - chant (depuis 1980)
- Thomas Neitsch - basse (depuis 2008)
- Gerd Lücking - batterie (depuis 2011)
- Peter Geltat - guitare (depuis 2012)

### Anciens membres
- Peter Vonderstein - batterie (1980-1981)
- Jochen Fünders - chant, guitare (1980-1981), basse (2000-2001)
- Ramon Brüssler - basse (1980-1986)
- Jean-Claude - guitare (1981)
- Wolfgang « Iggy » Dammers - chant (1981)
- Paul Linzenich - batterie (1981-1984)
- Andy Classen - chant, guitare (1981-1994)
- Tom Hirtz - chant (1984)
- Herbert Dreger - batterie (1985-1986)
- Andre Chapelier - basse (1986-1987)
- Uli Kusch - guitare (1986-1990)
- Johan Susant- basse (1987)
- Georgie Symbos - guitare (1987)
- Thilo Hermann - guitare (1988)
- Rainer Laws - guitare (1988-1990)
- Thomas Becker - basse (1988-1990)
- Benny Schnell - guitare (1990-1992)
- Atomic Steif - batterie (1990-1992, 2007-2011)
- Sven « Meff » Herwig - batterie (1992-1994)
- Dan Lilker - basse (1993-1994)
- Jörn Schubert - guitare (2000-2002)
- Julien Schmidt - batterie (2000-2005)
- Andreas Libera - basse (2001-2003)
- Franky Brotz - guitare (2002-2006)
- Alex De Blanco - basse (2003-2005)
- « Asgard Niels » Holub - batterie (2005-2006)
- Robert « Ozzy » Frese - basse (2005-2006)
- Michael Hankel - guitare (2002-2012)
- Oliver Jaath - guitare, basse (2006-2014)
- Kathy - chant

## Discographie

### Albums studio
- 1986 : Queen of Siam
- 1987 : Finished with the Dogs
- 1989 : The New Machine of Liechtenstein
- 1990 : World Chaos
- 1991 : Terminal Terror
- 1992 : Reborn Dogs
- 1993 : No Matter What's the Cause
- 2002 : Disorder of the Order
- 2005 : Strength Power Will Passion
- 2008 : Agony of Death
- 2014 : Redefined Mayhem

### Démos et EPs
- 1980 : Black Metal Masters
- 1981 : Holy Moses
- 1982 : Satan's Angel
- 1983 : Call of the Demon
- 1983 : Heavy Metal
- 1984 : Death Bells
- 1985 : Walpurgisnight
- 1986 : The Bitch
- 2001 : Master of Disaster

### Split
- 1985 : Metallic Bunnys

### Compilations
- 1993 : Too Drunk to Fuck (en)
- 2012 : 30Th Anniversary - In the Power of Now